# 圣让德帕拉科勒
圣让德帕拉科勒（法語：Saint-Jean-de-Paracol，法語發音：[sɛ̃ ʒɑ̃ də paʁakɔl] ⓘ）是法国奥德省的一个市镇，位于该省西南部，属于利穆区。

## 地理
圣让德帕拉科勒（42°56'9"N, 2°6'50"E）面积7.08 平方千米，位于法国奧克西塔尼大區奥德省，该省份为法国南部沿海省份，北起塔恩省，西北接上加龙省，西接阿列日省，南至东比利牛斯省，东临地中海，东北与埃罗省接壤。
与圣让德帕拉科勒接壤的市镇（或旧市镇、城区）包括：费斯特和圣安德烈、皮韦尔、瓦勒迪法比。
圣让德帕拉科勒的时区为UTC+01:00、UTC+02:00（夏令时）。

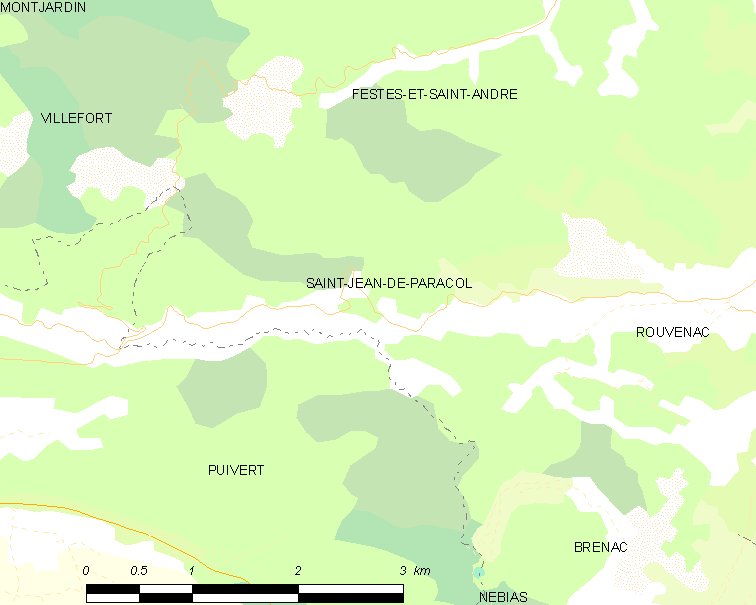
圣让德帕拉科勒的OSM定位图

## 行政
圣让德帕拉科勒的邮政编码为11260，INSEE市镇编码为11346。

## 政治
圣让德帕拉科勒所属的省级选区为上奥德河谷县。

## 人口

1962-2008年间圣让德帕拉科勒人口变化图示

圣让德帕拉科勒于2022年1月1日时的人口数量为137人。